# FDP-Bundesparteitag 1974
Koordinaten: 53° 33′ 42″ N, 9° 59′ 13″ O

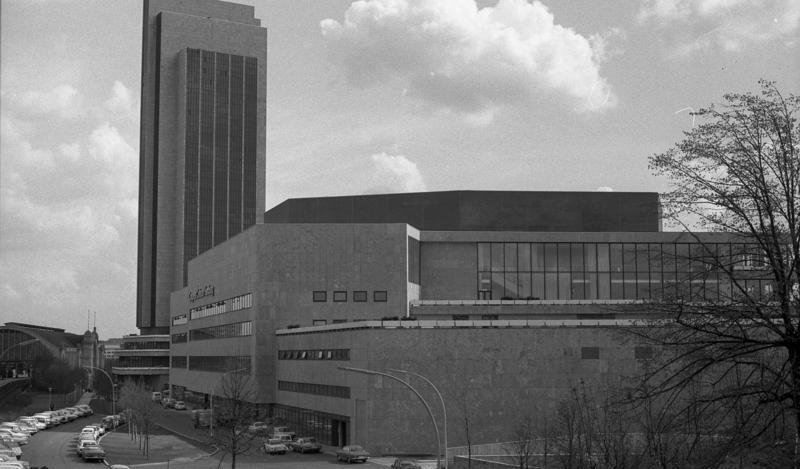
Congress Centrum Hamburg

Den Bundesparteitag der FDP 1974 hielt die FDP vom 30. September bis 2. Oktober 1974 in Hamburg ab. Es handelte sich um den 25. ordentlichen Bundesparteitag der FDP in der Bundesrepublik Deutschland.

## Beschlüsse
Der Parteitag verabschiedete die von Liselotte Funcke und Ingrid Matthäus eingebrachten „Thesen der F.D.P. Freie Kirche im Freien Staat.“. Außerdem fasste er Beschlüsse zur Wettbewerbspolitik, zur Rechtschreibreform, zur Neuordnung der beruflichen Bildung, zum Hochschulrahmengesetz sowie zur Reform der lebenslänglichen Freiheitsstrafe.

## Bundesvorstand

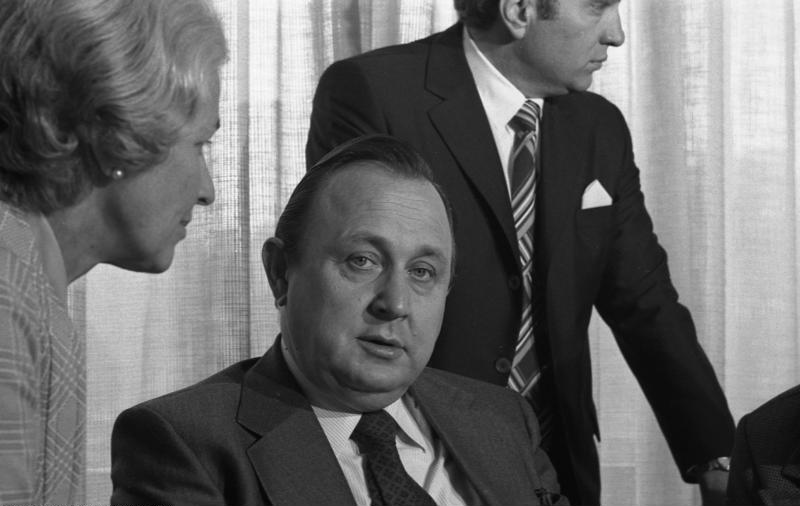
Hans-Dietrich Genscher

Als Nachfolger des zum Bundespräsidenten gewählten Walter Scheel wurde Bundesaußenminister Hans-Dietrich Genscher zum neuen Parteivorsitzenden gewählt. Als Bundesschatzmeister wurde Heinz-Herbert Karry gewählt. Er löste den langjährigen Schatzmeister (1951 bis 1974) Hans Wolfgang Rubin ab. Schließlich folgte Martin Bangemann als Generalsekretär dem verstorbenen Karl-Hermann Flach nach.
Dem Bundesvorstand gehörten nach der Neuwahl 1974 an:
| Vorsitzender                 | Hans-Dietrich Genscher |
| Stellvertretende Vorsitzende | Hans Friderichs, Hildegard Hamm-Brücher, Wolfgang Mischnick |
| Schatzmeister                | Heinz-Herbert Karry |
| Beisitzer                    | Josef Ertl, Liselotte Funcke, Werner Maihofer |
| Weitere Beisitzer            | Hermann Ferdinand Arning, Martin Bangemann, Gerhart Baum, William Borm, Heiner Bremer, Ralf Dahrendorf, Ulrich Graf, Rötger Groß, Kurt Jung, Heinz-Herbert Karry, Werner Klumpp, Heinz Krüger, Otto Graf Lambsdorff, Georg Letz, Wolfgang Lüder, Karl Moersch, Hermann Müller, Walter Peters, Horst Ludwig Riemer, Uwe Ronneburger, Helmut Schäfer, Helmut Schnorr, Helga Schuchardt, Kurt Spitzmüller |
| Generalsekretär              | Martin Bangemann |
| Mitglied per Amt             | Victor Kirst |